# 油篓沟镇
油篓沟乡，是中华人民共和国河北省张家口张北县下辖的一个乡镇级行政单位。

## 行政区划
油篓沟乡下辖以下地区：
大山尖村、二台背村、大洼村、河西村、玻璃彩村、喜顺沟村、黑土沟村、大水泉村、东坊子村、狼窝沟村、下四村、黄花坪村、西水村、大宏沟村、曹碾沟村、史马沟村、膳房堡村、安定堡村、开前堡村、唐贡洼村、二道洼村、花兰井村、元山子村、马梁坡村、义合美沟村、深湖洞村、兴隆村、秦家房村、王家湾村和银沙贝村。